# Техно-мистецька група А
«Техно-мистецька група А» — українська літературна й науково-технічна організація, заснована 1928 року в Харкові; існувала до 1931 року.

## Історія
Заснована 1928 року в Харкові з ініціативи письменника Майка Йогансена. Декларацію опублікували в «Робітничій газеті „Пролетар“». 31 грудня 1929 року разом із сімома іншими українськими літературними організаціями ввійшла до Всеукраїнської федерації революційних радянських письменників, яка мала «об'єднувати під керівництвом і проводом комуністичної партії більшовиків всі літературні організації, а в найближчій перспективі й тих письменників, які до організацій не належать». Організацію критикували за захоплення техніцизмом. 1931 року «Техно-мистецька група А» самоліквідувалася.

## Діяльність
Об'єднувала «на літературному полі представників пролетарської науки, техніки й мистецтва, вважаючи, що на часі пропаґанда засобами розумовими (логіко-математичними) і разом з тим емоціональними (мистецькими). Лише синтеза зусиль робітників науки, техніки й мистецтва може запліднити твори новими елементами». Науково-технічні працівники мали «сприяти зростанню нових кадрів соціялістичного будівництва», поширювати технічні й наукові ідеї через журнали, лекції, радіо й кіно, використовуючи досвід мистецтва впливати на маси, а митці мали надихатися новими технічними ідеями, «конструкційно-будівними образами», науковими гіпотезами, проблемами й проектами.

## Учасники
Члени «Техно-мистецької групи А»:
- Майк Йогансен — письменник;
- Юрій Смолич — письменник;
- Левко Ковалів — хімік;
- Юрій Платонов — географ, письменник
- Олександр Мар’ямов — письменник;
- Павло Іванов — письменник;
- Олекса Слісаренко — письменник, за освітою агроном;
- Вадим Меллер — художник;
- Веніамін Брискін — художник;
- Олександр Мізерницький — економіст, освітянин;
- Павло Дінерштейн — інженер-електрик;
- Євген Гуревич (Черрі) — радіоінженер;
- П. Дубінін — інженер.